# Lövész-sziget
A Lövész-sziget (Střelecký ostrov) a Moldva egyik szigete Prágában, az Óváros és a  a Petřín-domb között, nagyjából a folyó középvonalában. Középső, legszélesebb szakaszán ível át a Győzelem utcát a Nemzeti sugáruttal (Národní třída)  összekötő  Légió híd (Most Legií). A hídról elegáns lépcsősor vezet a parkosított szigetre.

## Története
A sziget anyaga a folyó hordaléka. Először a 12. században tudósítottak róla, A sziget ekkor az ispotályos lovagrend birtoka volt, és egyszerűen csak „pázsitnak” hívták.
A lovagok 1393-ban eladták a sziget egy Augusztinak nevezett füvesembernek (gyógyszerésznek).
IV. Károly idején a lövészek rendeztek be itt gyakorlóteret az íjászoknak és számszeríjászoknak. Az általuk rendezett „madárlövő” versenyeken (ku ptáku) a célpont egy magas bot tetejére rögzített madárbábu feje volt. A lövészekre emlékeztet a sziget ma is viselt neve.
1473-ben a sziget városi tulajdonba került. 1547-ben kisajátította I. Ferdinánd császár, de 15 év múlva visszaadta a városnak, és a polgárok gyakorolhatták itt a lövészetet — eleinte íjjal, majd puskával. Idővel a városi polgárőrség is itt gyakorlatozott, de közben a sziget mindinkább üdülő- és szórakozóhellyé alakult. Az 1769-ben készült térképen több építmény figyelhető meg. A lövészek számára ugyanis eleinte fából emeltek kisebb-nagyobb épületeket, de ezeket gyakran elvitte a kiöntő Moldva. 1812-ben a lőtér faépülete leégett, és helyette a sziget déli részén egy empire  stílusú téglaépületet húztak fel J. K. Zobel tervei alapján. Az 1823-ban készített térképrészleten már ez az építmény látható.
Egyéb hasznosíthatóságát a 18. században kezdték felfedezni. Előszeretettel rendeztek itt Szent Iván-éji ünnepségeket, hiszen itt nem voltak épületek, amiket a tűzijátékok felgyújthattak volna. A Zobel-féle épület táncmulatságoknak, koncerteknek és más rendezvényeknek adott helyet. Ehhez 1842-ben felújították, majd csaknem egy évszázaddal később, 1935–1937 között Jan Zázvorka és J. Libánský építészek tervei szerint terasszal, kávézóval és loggiával bővítették. Az épület túlélte az 1890-es és a 2002-es árvizet is, és ma Prága egyik védett építészeti értéke.
Az 1800-as évektől rendszeresen állítottak itt fel színpadot a különböző szabadtéri rendezvényekhez.
1882-ben itt rendezték meg a Sokol Társaság első konferenciáját, majd 1890-ben itt volt az első május elsejei munkásünnep.a hatóságok a Lövész-szigetet jelölték ki az első május elsejei munkás ünnep helyszínéül abban a hiszemben, hogy ott könnyebben tudják a rendet fenntartani. A félelemmel teli várakozások dacára az ünnepen nem volt semmiféle incidens, minden békében, afféle fesztiválhangulatban zajlott példátlanul sok, mintegy 30 000 résztvevővel. Ezt a majálist az első világháború kitöréséig minden évben megismételték, és erre emlékezve a szocialista rendszerben a szigetet Május elseje szigetté nevezték át (de gyakran, bár nem hivatalosan hívták Úttörők szigetének (Ostrov pionýrů) is). A Légió hidat is Május 1. hídra (Most 1 maje) nevezték át.
A 19. század közepén a sugárutat kibővítették, és a szigeten egy máig álló téglavendéglő épült. A lepusztult parkot az 1960-as években helyreállították. Az étterem épületét és vele a sziget déli részét a 20. század második felében a Start Praha Testnevelési Osztály kapta meg, és több játszóteret épített az étterem mögé.<ref>A Lövész-sziget története (Historie Střeleckého ostrova) — elektronikusan elérhetetlen<ref>

## Parkja
Az eredeti, lágyszárú növényzetet a szukcesszió eredményeként még a sziget használatba vétele előtt ártéri puhafaliget váltotta fel. A parkosítás Herget által kidolgozott 1791-es terve késő barokk jellegű, a központi helyzetű lőtér épületéhez kötött, ösvényekkel tagolt négysoros kockákkal.
A fogadó homlokzatán a Nobis et posteritati (Nekünk és utódainknak) felirat olvasható.